# خالد الرفاعي
خالد الرفاعي (1 يناير 1959)، ممثل كوميدي سعودي، بدأ مشواره الفني في الثمانيات حيث قدم العديد من المسرحيات والمسلسلات ويظهر أيضاً في برامج الكاميرا الخفية.

## حياته
خالد الرفاعي متزوج ولديه ابنة واحدة اسمها زينب، ويعاني الفنان خالد الرفاعي من مرض عضال في الرئة وعدة مشاكل صحية آخرى، ويذكر أنه يواجه صعوبة في دفع تكاليف علاجه.

## أعماله
- شارك وهو طريح الفراش في الجزء 13 من شباب البومب (2025).
- شباب البومب (8) 2019 - مسلسل (ضيف حلقات)
- طقها والحقها 2017 - مسلسل
- صح عليك 2013 - مسلسل
- وين الشنطة 2012 - مسرحية
- فورمات مخ 2012 - مسرحية
- الخادمة 2011 - مسلسل
- أسوار (ج3) 2010 - مسلسل
- المقطار 2010 - مسلسل
- شجون 2010 - فيلم
- عذاب 2009 - مسلسل
- أبجد هوز 2009 - مسلسل (ضيف الحلقات)
- بيني وبينك 2008 - مسلسل
- يا ناس يا هوه 2008 - مسلسل
- أنا وأنت والانترنت 2006 - مسلسل
- أبو شلاخ البرمائي 2006 - مسلسل
- أخواني أخواتي 2005 - مسلسل (ضيف الشرف)
- صور مرفوضة 2003 - مسلسل
- مطلع النور 2002 - مسلسل
- آه يا عقلي 2002 - مسرحية
- إشهار 2000 - مسرحية
- خلك معي 1999 - مسلسل
- الوهم 1997 - مسلسل (مشتاق)
- خال العيال 1997 - تمثيلية
- بعضنا كذا 1995 - مسلسل
- حلاب الذر 1992 - تمثيلية
- حكايات قصيرة 1991 - مسلسل
- تحت الكراسي 1985 - مسرحية
- افهموني 1985 - سهرة تليفزيونية
- لا يحوشك حبروك 1985 - مسلسل (مطلق)
- وجه ابن فهره 1981 - مسلسل
- سندباد الحارة - مسلسل
- الزمن دوار - مسلسل

## روابط خارجية
- خالد الرفاعي على موقع قاعدة بيانات الأفلام العربية